# Elisiário (kommun)
Elisiário är en kommun i Brasilien.   Den ligger i delstaten São Paulo, i den sydöstra delen av landet, 600 km söder om huvudstaden Brasília. Antalet invånare är 3 120.
Följande samhällen finns i Elisiário:
- Elisiário

Omgivningarna runt Elisiário är en mosaik av jordbruksmark och naturlig växtlighet. Runt Elisiário är det ganska glesbefolkat, med 32 invånare per kvadratkilometer.